# Asveja

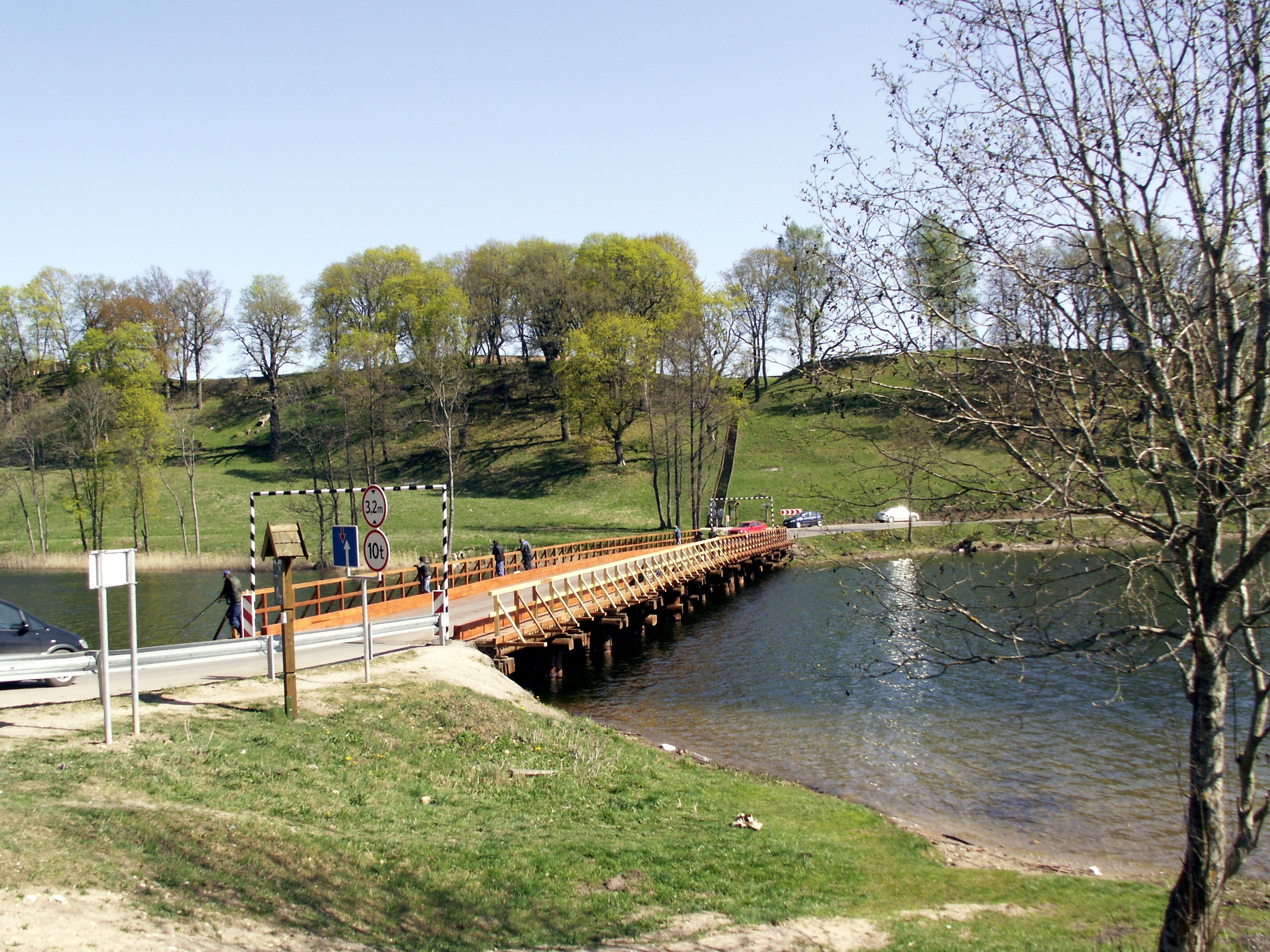
Holzbrücke beim Schloss und Städtchen Dubingiai im Norden des Sees

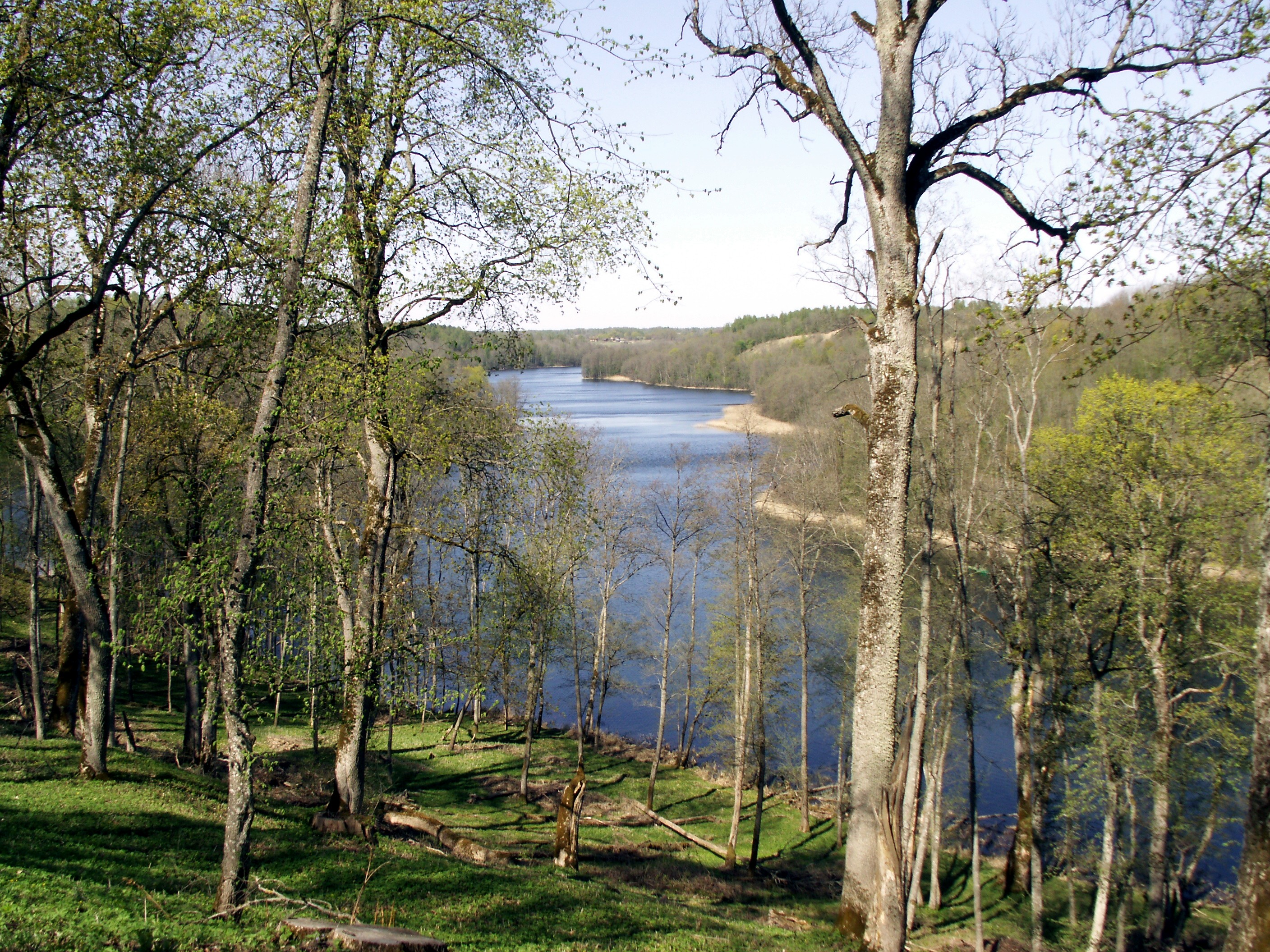
In zahllosen Windungen schlängelt sich der See durch bewaldetes Hügelland

Der Asveja (litauisch Asveja oder Dubingių ežeras) ist ein See im Osten Litauens und erstreckt sich über die Rajongemeinden Molėtai, Švenčionys und Vilnius. Die Länge vom nordwestlichen bis zum südöstlichen Ufer beträgt 21,9 km, unter Berücksichtigung aller Zweige (Ausbuchtungen Žalktynė, Vyriogala und Dubingiai) ergibt sich eine Länge von 29,7 km. Er ist damit der längste See in Litauen, mit einer maximalen Tiefe von 50,2 Metern ist er der dritttiefste des Landes. 

## Geschichte
Der alternative Name rührt vom historischen Schloss Dubingiai her, welches auf einer ehemaligen Insel (heute Halbinsel) im See bei der am Nordostufer gelegenen Kleinstadt Dubingiai erbaut wurde. Der Asvejasee ist seiner Entstehung nach ein Glazialsee und ähnelt wie vergleichbare Seen in Litauen (Tauragnas, Sartai und Aisetas) einem Fluss, er ist lang, schmal und tief. 
Seit 1992 ist der See Herzstück des Regionalparks Asveja, welcher auf einer Fläche von 11 589 Hektar die eiszeitliche Landschaft mit etwa 30 Seen, mehreren Dörfern, der oben erwähnten Burg und einem historischen Schulhaus um den Ort Dubingiai herum schützen soll. Südlich des Naturschutzparks fließt der rechte Neriszufluss Žeimena in südwestlicher Richtung, über den man per Kanu oder Kajak die Neris erreichen kann.
Eine Besonderheit ist die Holzbrücke, welche mit einer Länge von 84 m einen 15 m tiefen Seeabschnitt quert. Sie wurde 1934 durch den damaligen ersten Präsidenten der Republik Antanas Smetona eingeweiht und wird heute noch genutzt. 